# Frayssinet-le-Gélat
Frayssinet-le-Gélat ist eine südfranzösische Gemeinde mit 375 Einwohnern (Stand: 1. Januar 2022) im Département Lot in der Region Okzitanien (vor 2016: Midi-Pyrénées). Die Gemeinde gehört zum Arrondissement Gourdon (bis 2017: Arrondissement Cahors) und zum Kanton Puy-l’Évêque. Die Einwohner werden Frayssinetois genannt.

## Lage
Frayssinet-le-Gélat liegt etwa 26 Kilometer nordwestlich von Cahors im Gebiet des Quercy – genauer gesagt der Bouriane – im Herzen des Périgord noir am Thèze. Umgeben wird Frayssinet-le-Gélat von den Nachbargemeinden Saint-Caprais im Norden, Montcléra im Nordosten, Goujounac im Osten, Pomarède im Süden und Südosten, Cassagnes im Süden sowie Loubejac im Westen und Nordwesten.

## Massaker vom 21. Mai 1944
Am 21. Mai 1944 erschienen drei Kolonnen der 2. SS-Panzer-Division „Das Reich“ unter Führung des SS-Sturmführers Otto-Erich Kahn. Nachdem ein deutscher Soldat in einem Haus getötet wurde, erhängten die Soldaten eine Achtzigjährige sowie deren beiden Nichten. Eine weitere Frau wurde erschossen. Schließlich wählten die SS-Männer zehn Männer aus und erschossen sie.

## Bevölkerungsentwicklung
| Jahr                       | 1962 | 1968 | 1975 | 1982 | 1990 | 1999 | 2006 | 2018 |
| Einwohner                  | 424  | 447  | 369  | 355  | 412  | 385  | 400  | 360  |
| Quellen: Cassini und INSEE |      |      |      |      |      |      |      |      |

## Sehenswürdigkeiten

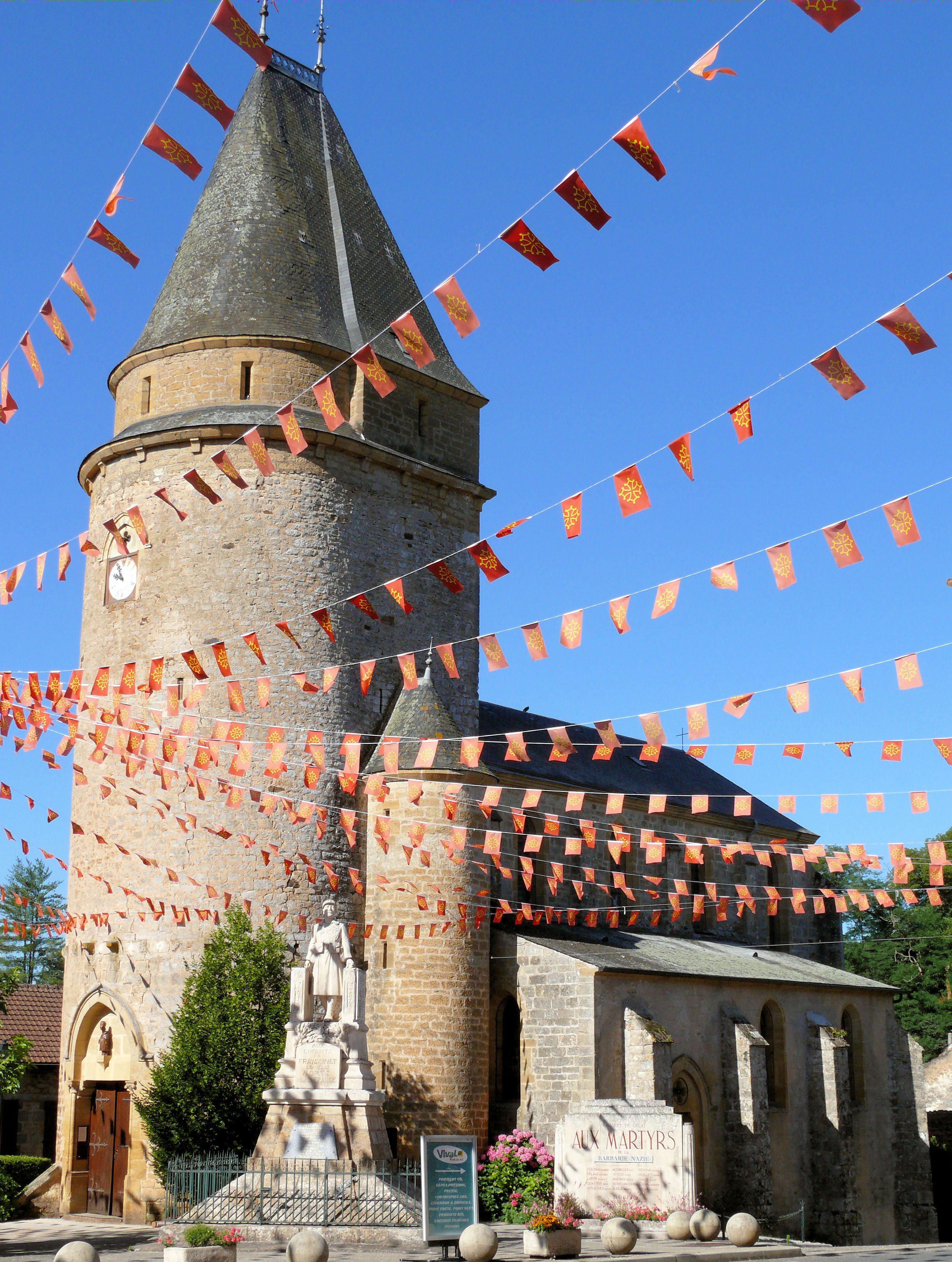
Kirche Sainte-Radegonde

- Kirche Sainte-Radegonde
- Prioratskirche von Bourdes
- Schloss Bargade
- Höhlen von Combe-Nègre